# Dere grahami
Dere grahami är en skalbaggsart som beskrevs av Gardner 1942. Dere grahami ingår i släktet Dere och familjen långhorningar.
Artens utbredningsområde är Nepal. Inga underarter finns listade i Catalogue of Life.